# Grzegorz z Langres
Grzegorz z Langres (ur. ok. 450, zm. 539 lub 541) - ojciec św. Tetryka i pradziadek św. Grzegorza z Tours, senator Autun, wdowiec, biskup Langres (od 506 lub 509 do 539 lub 541), święty Kościoła katolickiego.
Źródłem informacji o Świętym jest spisana biografia przez jego prawnuka św. Grzegorza, biskupa z Tours. 
Grzegorz z Langres był żonaty z Armentarią i był ojcem kilkorga dzieci m.in. św. Tetryka (Tetricusa). Po śmierci żony poświęcił się Bogu, jako kapłan oddając się pracy duszpasterskiej i niechętnie przyjął urząd biskupa. Został konsekrowany mając 57 lat, a urząd sprawował przez kolejne 33 lata. Zmarł prawdopodobnie na początku 541 roku po Objawieniu Pańskim. Pochowany został zgodnie z życzeniem w kościele w Dijon (obecnie katedra), który był wówczas w diecezji Langres, w pobliżu grobu św. Benigna (nazywanego apostołem Burgundii) męczennika z III wieku. Miało to związek z kultem męczennika i zaniedbaną bazyliką jemu poświęconą.
Grzegorz przywrócił kościołowi świetność i wybudował kryptę, do której przeniesiono relikwie św. Benigna.
Wspomnienie liturgiczne św. Grzegorza z Langres obchodzone jest 4 stycznia.